# Pere Aulí Bosch
Pere Aulí Bosch (Esporles) fou un mestre d'escola mallorquí.
El 1927 treballà com a mestre al Liceu Ripoll, centre educatiu fundat per Jaume Ripoll Canyelles el 1921, orientat pel pedagog Joan Capó. Aulí hi participà al costat de Miquel Salvà Bolívar, Antònia Sancho, Albert Castell Peña, Lluïsa Vich, Antoni Sagrera Vadell i Miquel Deyà Palerm. Els anys 1929, 1930 i 1931 participà en les colònies escolars d'estiu organitzades per Joan Capó i patrocinades per la Diputació Provincial de Balears. Va ser destinat a l'escola de Pere Garau de Palma. El 1936 va signar la Resposta als Catalans. Un cop produït l'aixecament militar de juliol de 1936, Aulí va ser jutjat per la Comissió Depuradora del Personal de Magisteri i acusat de separatista per haver signat la resposta. Finalment va ser sancionat amb la suspensió d'ocupació i sou durant tres mesos. Va formar part de la junta directiva de l'Associació Catòlica de Mestres Nacionals de Balears (1937).